# Copper Box
Copper Box (dosłownie Miedziane Pudełko) - hala sportowa na terenie Parku Olimpijskiego w Londynie, zawdzięczająca swoją nazwę okładzinie z miedzi, w większości pochodzącej z recyklingu złomu, którą pokryta jest przeważająca część jej fasady oraz dach.
Na początkowym etapie przygotowań do igrzysk hala określana była jako Handball Arena (Arena Piłki Ręcznej). Wiązało się to z faktem, iż miały się odbyć się w niej fazy grupowe turniejów w tej dyscyplinie dla obu płci, a także ćwierćfinały kobiet. Później zadecydowano, iż będzie także miejscem zawodów szermierczych w ramach turnieju pięcioboju nowoczesnego, i z tego powodu nazwa została zmieniona na obecną. Hala była wykorzystywana także podczas igrzysk paraolimpijskich, w czasie których odbył się w niej turniej goalballu. Zawody te mogło oglądać do siedmiu tysięcy widzów. 
Budowa hali rozpoczęła się w lipcu 2009 i trwała do maja 2011. W przeciwieństwie do Basketball Areny, drugiej hali na terenie Parku Olimpijskiego, Copper Box pozostanie po igrzyskach na swoim miejscu. Planowana jest jedynie nowa adaptacja budynku, w wyniku której, choć zachowa zdolność do goszczenia poważniejszych zawodów, stanie się przede wszystkim miejscem do uprawiania sportu amatorskiego, ogólnodostępnym dla mieszkańców okolicznych dzielnic. Powstanie tam również klub fitness i kawiarnia. 
Począwszy od sezonu 2013/14 Copper Box będzie także jedną z aren British Basketball League, w której swoje mecze rozgrywać będzie drużyna London Lions.

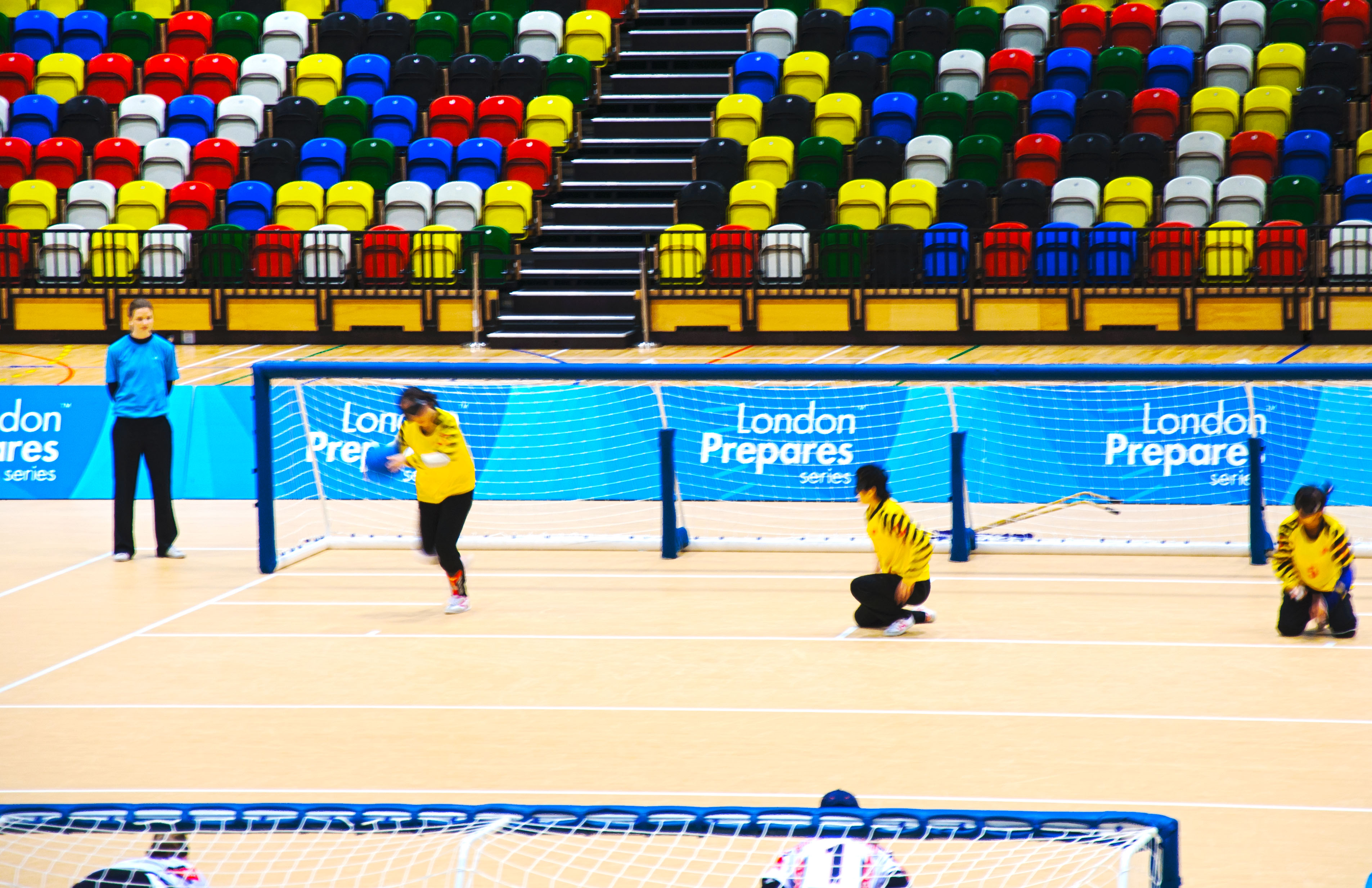
Wnętrze hali podczas turnieju przedolimpijskiego w goalballu w grudniu 2011